# Dom Prowincjalny Zgromadzenia Córek Bożej Miłości w Krakowie
Dom Prowincjalny Zgromadzenia Córek Bożej Miłości – zabytkowy budynek, znajdujący się w Krakowie w dzielnicy I przy ulicy Pędzichów 16–16a, na Kleparzu.

## Historia
Gmach został wzniesiony w latach 1899–1900 według projektu Władysława Kaczmarskiego dla Zgromadzenia Córek Bożej Miłości. Mieścił on dom zakonny, kaplicę Najświętszego Serca Pana Jezusa oraz prowadzone przez zakonnice szkoły: szkołę elementarną dla dzieci wojskowych garnizonu krakowskiego oraz gimnazjum żeńskie z niemieckim językiem nauczania. W 1900 wzniesiono w podwórzu parterową oficynę z przeznaczeniem na infirmerię według projektu Józefa Pakiesa. W latach 1906–1907 zbudowano na jej przedłużeniu dwupiętrową oficynę dla seminarium nauczycielskiego według projektu Władysława Kaczmarskiego. W czasie I wojny światowej w budynku mieścił się szpital wojskowy. W latach 1950–1992 część gmachu zajmowana była przez szkołę i internat dla głuchoniemych. W 1993 budynek został gruntownie odremontowany przez W. Winka.
9 sierpnia 1990 budynek został wpisany do rejestru zabytków. Znajduje się także w gminnej ewidencji zabytków.

## Architektura
Budynek wzniesiono na planie zbliżonym do litery C. Ma on cztery kondygnacje. Główne skrzydło jest cofnięte od ulicy. Stylistycznie budynek nawiązuje do wiedeńskiego domu Córek Bożej Miłości – Margaretenhof. Fasada posiada eklektyczną dekorację z elementami neogotyckimi i neorenesansowymi. Budynek wieńczy ceglany fryz i trzy szczyty schodkowe, ozdobione ornamentalną i figuralną dekoracją sgraffitową w stylu neorenesansowym autorstwa Fryderyka Lachnera, w środkowym szczycie znajduje się dzwon.

W ogrodzie znajduje się grota Matki Bożej w Lourdes z 1900.

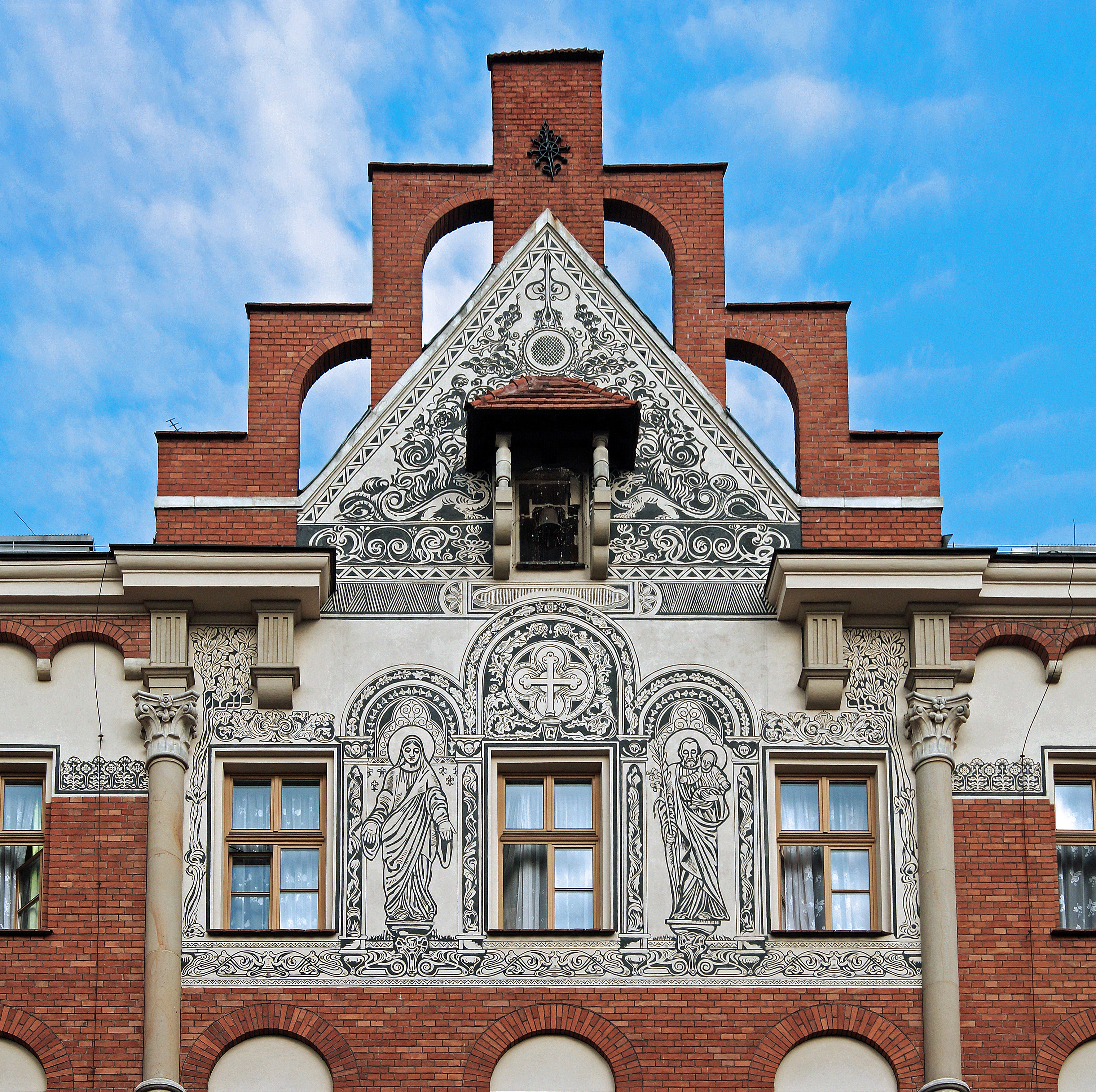
Dekoracja sgraffitowa

## Źródła
- Praca zbiorowa, Zabytki Architektury i budownictwa w Polsce. Kraków Krajowy Ośrodek Badań i Dokumentacji Zabytków Warszawa 2007, ISBN 978-83-922906-8-1
- Praca zbiorowa, Encyklopedia Krakowa, Wydawnictwo Naukowe PWN, Warszawa-Kraków 2000, ISBN 83-01-13325-2